# Sasha Pieterse
Sasha Pieterse född 17 februari 1996 i Johannesburg, Sydafrika, är en amerikansk skådespelerska. Hon är bland annat känd för sin roll som Amanda Strazzulla i Heroes och som Alison DiLaurentis i ABC-serie Pretty Little Liars.  
Sasha Pieterse föddes i Johannesburg, i Sydafrika och växte upp i Las Vegas där hennes föräldrar var professionella dansare. Efter att Sasha Pieterse träffat en agent blev hon signad och har sedan dess ägnat sig åt skådespeleri och modellarbete.

## Film
| År   | Titel                                          | Roll                              | Not |
| ---- | ---------------------------------------------- | --------------------------------- | --- |
| 2005 | The Adventures of Sharkboy and Lavagirl in 3-D | Marissa Electricidad/Ice Princess |     |
| 2007 | The Air I Breathe                              | Young Sorrow                      |     |
| 2007 | Good Luck Chuck                                | Young Anisha Carpenter            |     |
| 2011 | X-Men: First Class                             | Teenage girl                      |     |
| 2013 | G.B.F.                                         | Fawcett Brooks                    |     |
| 2014 | Inherent Vice                                  | Japonica Fenway                   |     |
| 2015 | Burning Bodhi                                  | Alison                            |     |

| År        | Titel               | Roll                     | Not                             |
| --------- | ------------------- | ------------------------ | ------------------------------- |
| 2002–03   | Family Affair       | Buffy Davis              | Huvud roll; 14 episoder         |
| 2004      | Stargate SG-1       | Grace                    | episod: "Grace"                 |
| 2005      | Wanted              | Millie Rose              | 2 episoder                      |
| 2005      | House               | Andie                    | episod: "Autopsy"               |
| 2007      | CSI: Miami          | Beth Buckley             | episod: "Stand Your Ground"     |
| 2007      | Claire              | Maggie Bannion           | Hallmark Channel Original Movie |
| 2009      | Without a Trace     | Daphne Stevens           | episod: "Wanted"                |
| 2009–10   | Heroes              | Amanda Strazzulla        | 5 episoder                      |
| 2010–2017 | Pretty Little Liars | Alison DiLaurentis       | Huvud roll                      |
| 2011      | Medium              | 14-year-old Marie DuBois | episod: "Me Without You"        |
| 2011      | Geek Charming       | Amy Loubalu              | Disney Channel Original Movie   |
| 2014      | Hawaii Five-0       | Dawn Hatfield            | episod: "Pe'epe'e Kanaka"       |
| 2015      | Hot in Cleveland    | Maria                    | 1 episod                        |

| Year | Title     | Role              | Notes |
| ---- | --------- | ----------------- | ----- |
| 2009 | Slow Burn | Amanda Strazzulla |       |

| Year | Title    | Artist       | Role                    |
| ---- | -------- | ------------ | ----------------------- |
| 2013 | "Rewind" | Skye Stevens | Love interest of singer |
| 2013 | "R.P.M." | Herself      | huvud roll              |